# 松山海軍航空隊

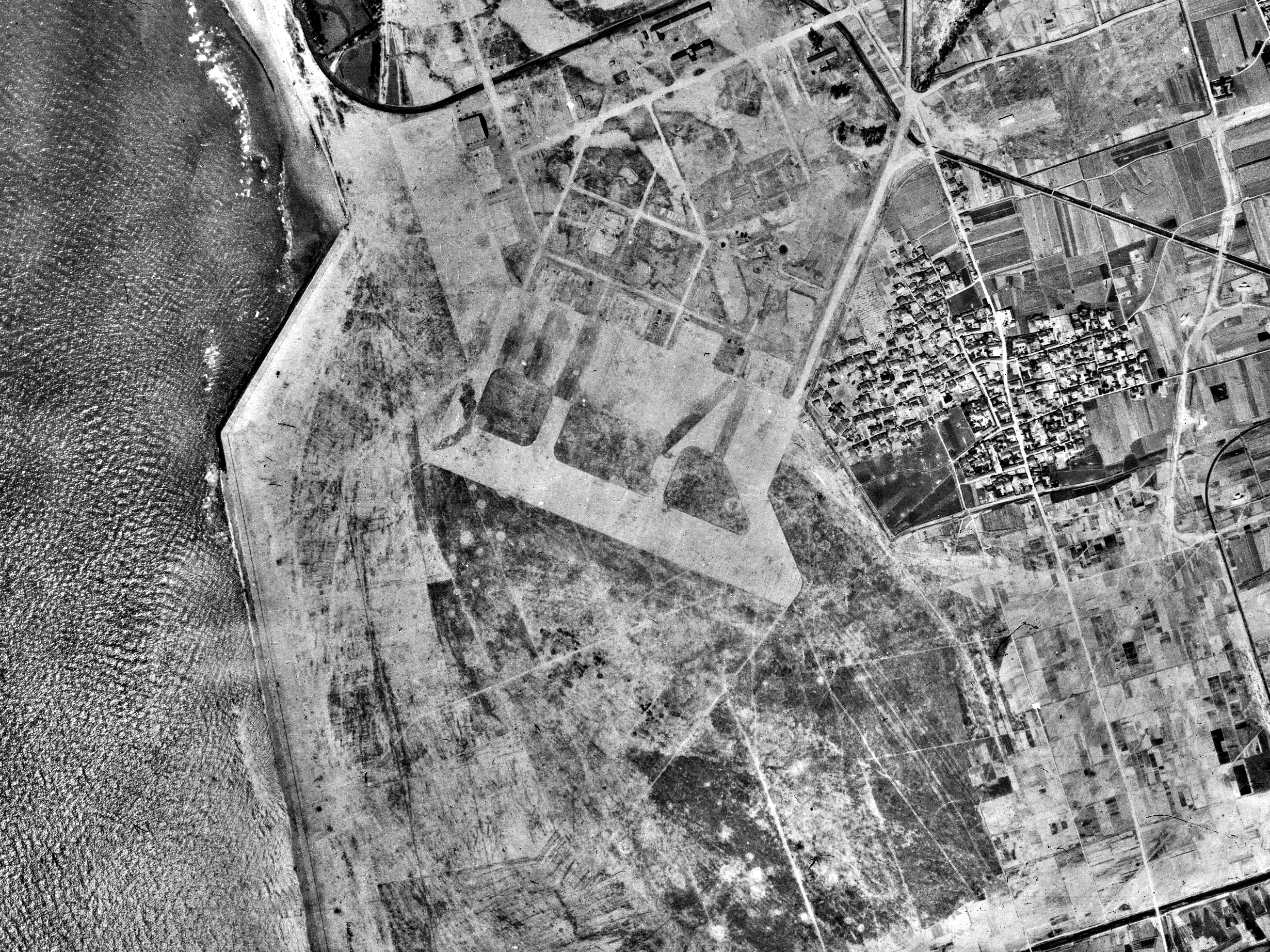
松山海軍航空隊跡の空中写真（1947年）
跡地は、現在の松山空港の一部となっている。

松山海軍航空隊（まつやまかいぐんこうくうたい）は、日本海軍の部隊・教育機関の一つ。一挙に増加した予科練甲飛第13・14期の生徒を教育するために新設された予科練教育航空隊である。松山といえば、源田実司令率いる第三四三海軍航空隊の印象が強いが、北側の予科練「松山海軍航空隊」と南側の飛行場である「松山海軍航空基地」は完全に別個の施設で、しばしば誤って混同されている事が多い。なお、本稿では松山空の分遣隊として開かれた宇和島海軍航空隊（うわじまかいぐんこうくうたい）についても述べたい。

## 概要
海軍は航空戦力の急速な拡大を図るため、予科練12期より定数を急増した。昭和18年に募集した甲種第13期は、前後期合わせて20000人を超えた。旧来の土浦海軍航空隊・三重海軍航空隊・鹿児島海軍航空隊だけでは収容が不可能であった。そこで、新たな予科練航空隊を併設することとした。
松山海軍航空隊は、当時の愛媛県温泉郡生石村大字北吉田に設置された。松山空への入隊者は下記のとおりである。
教育は入隊後、約一カ月で一等飛行兵、約二カ月の基礎教育で第一学年を修了して、適性検査によって操縦員と偵察員に分けられ、新たに分隊編成を行われ、入隊三カ月後に上等飛行兵に進級をして第二学年に入るようになっていた。
しかし、予科練入隊者の急増によって教育は予定通りには進まなかった。松山空では甲飛13期前期、後期入隊者は早くに飛行練習生となったが、甲飛14期前期入隊者からは飛行練習生になる事はできず、いたずらに予科練航空隊に留まらなくてはならなかった。
　昭和20年3月1日付で、松山空は宇和島空、浦戸空、倉敷空と第21連合航空隊を編成して、同隊の司令部が松山空に置かれた。これと同時に、戦備作業が開始された。課業の一部が変更され、隣接する松山基地での機体運搬作業や松根油の製造、防空壕構築、兵舎の撤去作業が行われた。四月からは西条基地や観音寺基地にも練習生を派遣している。
昭和20年5月4日午前8時すぎ、グァム北飛行場を発進した第314航空団のＢ29爆撃機17機の空襲を受け、69名の戦死者（正確な戦死者は不明）を出した。すぐに練習生の疎開が行われ、練習生は松山市内の国民学校、中等学校、高等学校などに分散疎開された。

## 沿革
- 1943年（昭和18年）
  - 10月1日 - 開隊。第19連合航空隊に編入。第19連合航空隊に編入。甲飛第13期前期の一部入隊(19年5月卒業)
  - 12月1日 - 甲飛第13期後期の一部入隊(19年7月卒業)
- 1944年（昭和19年）
  - 3月15日 - 宇和島分遣隊発足
  - 4月1日 - 甲飛第14期前期の一部入隊(20年3月卒業)
  - 6月1日 - 甲飛第14期後期の一部入隊(卒業なし)
  - 9月1日 - 卒業生の飛行練習課程凍結
  - 9月15日 - 甲飛第15期前期の一部入隊
  - 11月1日 - 甲飛第14期の一部、浦戸海軍航空隊へ転出
  - 12月1日 - 乙飛第24期の一部入隊(最後の乙飛)
- 1945年（昭和20年）
  - 3月1日 - 19連空解散。横須賀鎮守府隷下第20連合航空隊に転籍。宇和島分遣隊、独立して宇和島海軍航空隊発足
  - 4月1日 - 甲飛第16期の一部入隊
  - 6月1日 - 予科練教育凍結
  - 7月15日 - 解隊

## 主要機種

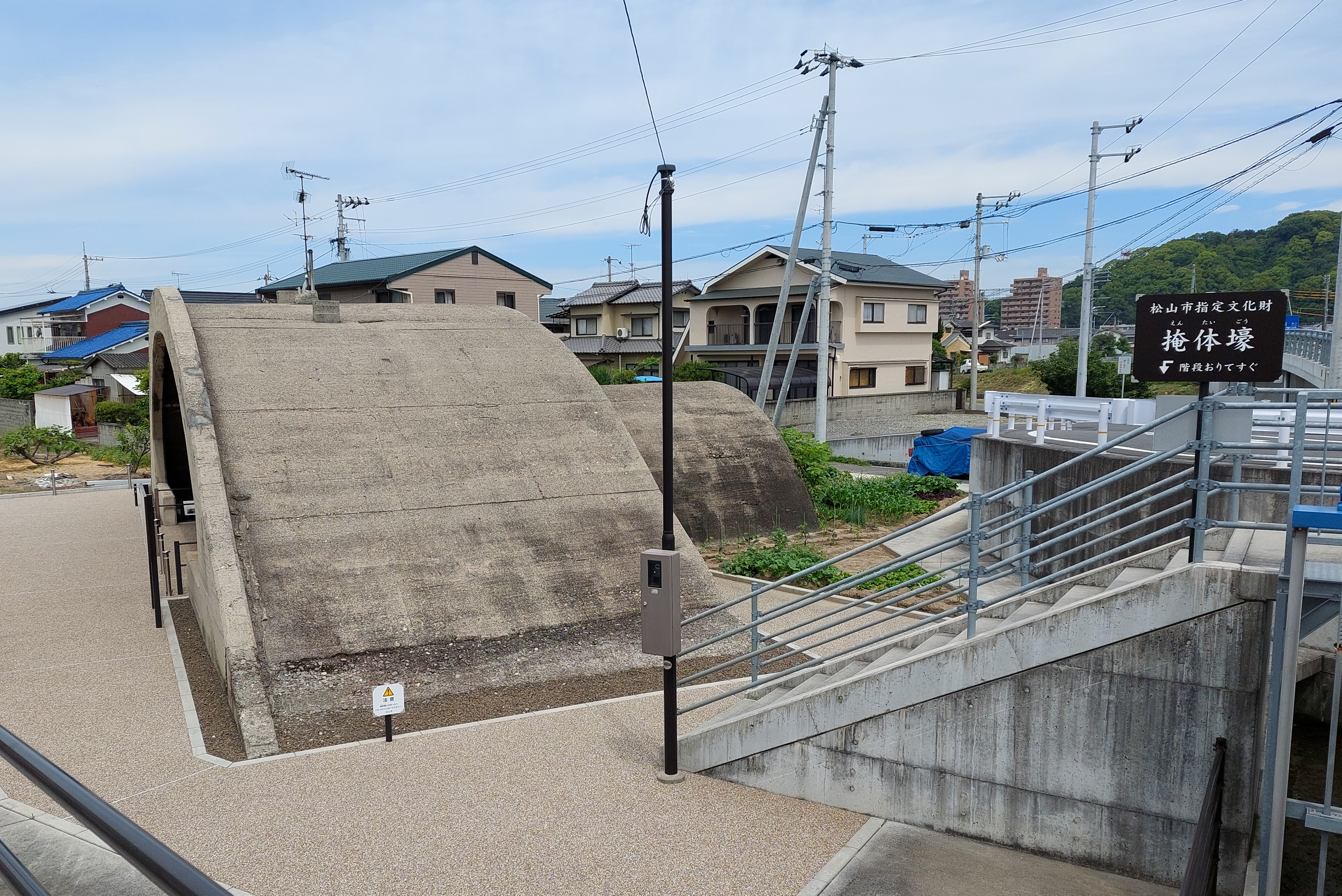
掩体壕（松山市指定文化財）

教育部隊のため、航空機の配属はない。

## 歴代司令
- 中村忍大佐(昭和18年10月1日-)
- 池田人大佐(昭和19年1月-昭和20年5月5日)
- 山屋太郎大佐(昭和20年5月5日-7月15日解隊)

## 宇和島海軍航空隊

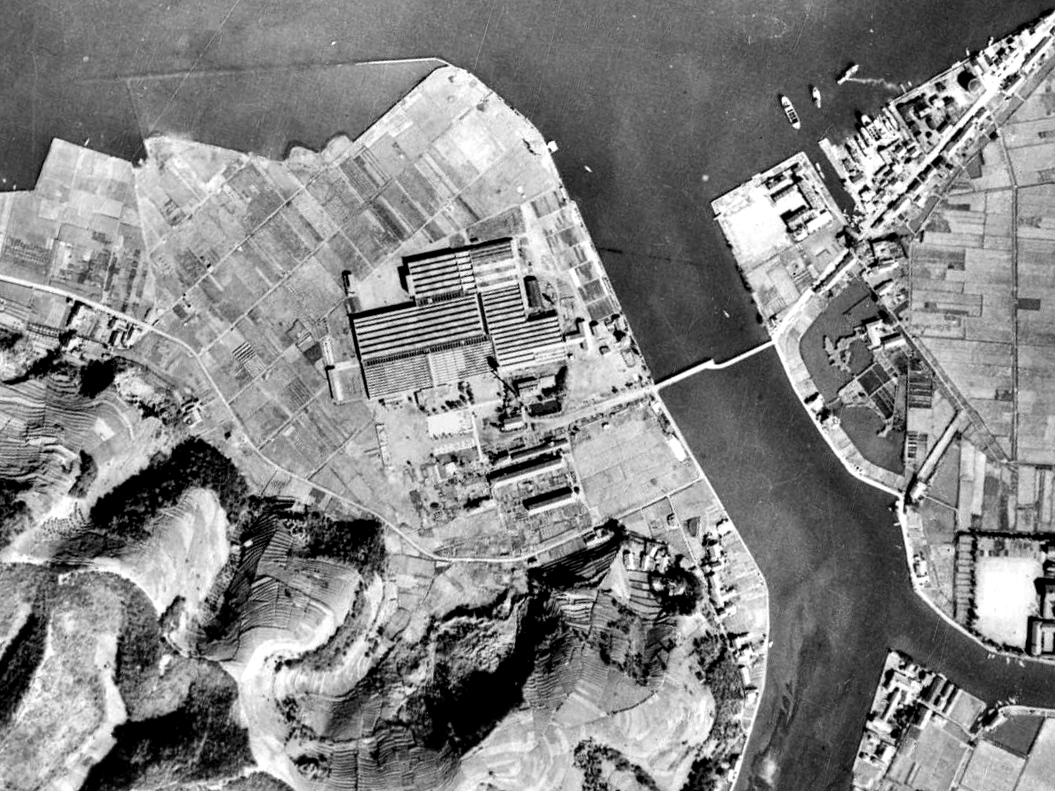
宇和島海軍航空隊跡地の空中写真（1947年）

昭和19年3月15日に、愛媛県宇和島市日振新田にあった敷島紡績宇和島工場を海軍が買収、松山空の分遣隊として開かれた。分遣隊長は松山空副長の糸永冬生中佐が就任した。昭和20年3月1日、三重海軍航空隊・滋賀海軍航空隊隷下の予科練分遣隊を一挙に独立させた際に、松山空宇和島分遣隊も「宇和島海軍航空隊」として独立した。これら最後の予科練航空隊は、すでに飛行機搭乗員の養成訓練を凍結されており、もはや飛行兵としての命脈を絶たれていた。分遣隊時代の昭和19年7月に、甲飛13期からなる第一期生が卒業したのが唯一の成果である。糸永冬生司令の指揮下で教育訓練を受けていた宇和島空だが、他の予科練部隊と同様に、昭和20年6月1日をもって予科練教育を凍結され、伏竜要員に転属となった。昭和20年7月15日に解隊した。
- 位置座標：北緯33度13分4.81秒 東経132度33分12.4秒 / 北緯33.2180028度 東経132.553444度

## 戦後の松山空・宇和島空

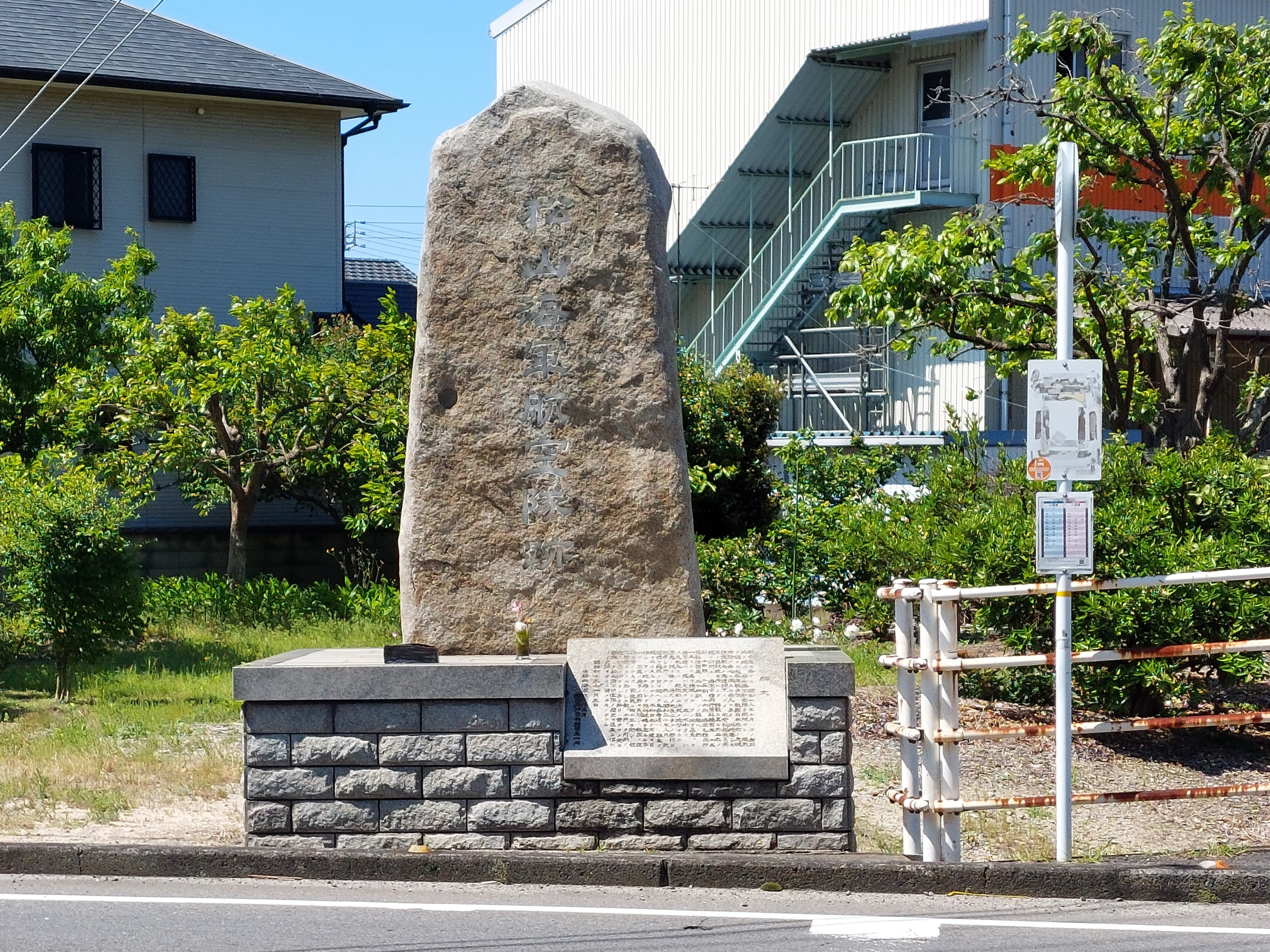
松山海軍航空隊跡

宇和島空の痕跡はほとんど残っていない。終戦後、旧施設は国有財産として海軍から大蔵省へ移管された後、元の敷島紡績へ売却されたり、農地改革のために農林省へ移管された後に農地へ転用されたり、宇和島市へ売却されたりした。宇和島市は昭和42年より 坂下津産業団地に転用して現在に至っている。
一方、松山空施設は終戦後、占領軍の宿営地として一時期使用されたが、海軍から大蔵省へ移管された後、大半が松山市に売却された。松山市は臨海工業用地として大阪曹達や帝人を誘致して、現在に至っている。南側の松山基地は、進駐軍の接収を経て、昭和27年より民間空港「松山空港」へと変貌した。現在でも四国最大の空港として機能し、国際線も設定されている。